# Steven Reineke
Steven Reineke (Cincinnati, Ohio, 1970), é um compositor norte-americano. Escreveu obras para orquestra de sopros como Pilatus: Mountain of Dragons e Fate of Gods, ambas de carácter épico.